# 小山清茂
小山 清茂（こやま きよしげ、1914年1月15日 - 2009年6月6日）は、日本の作曲家。神楽や祭囃子をモチーフに、日本情緒に満ちた温和な作風に特徴がある。

## 経歴
長野県更級郡信里村（現在の長野市）の出身。生家は山深い里の農家で幼少期には西洋音楽に触れることがなかったという。その代わりに彼の周りには、村の祭礼音楽やさまざまな童歌、村人達がうたう即興の唄や民謡があふれていた。小学校の高学年のころ、近くの町で行われた陸軍戸山学校軍楽隊の演奏に触れ、極めて強い印象を受ける。後に彼はそのことについて、文章の中で「まるで夢のような体験だった」というような事を述べている。やがて旧制長野中学校（現在の長野県長野高等学校）に入学、ハーモニカ合奏や短歌に熱中するようになった。1933年長野師範学校（現在の信州大学教育学部）卒業後、長野県内で教諭を務めながら作曲の勉強を行った。
上京し、1939年から1943年まで作曲を安部幸明に師事する。この間1941年、東京都豊島区長崎第五国民学校に勤務し、東京都教員管弦楽団に入りフルート奏者を務めている。この時期に、同オーケストラの指揮を執っていた渡邊浦人と懇意となり、またオーケストラの機能を体得した。1946年、第14回音楽コンクールに「管弦楽のための信濃囃子」を出品、第1位を獲得し、センセーションを起こした。1950年、渡邊浦人、渡辺茂、平井康三郎、山本直忠、金井喜久子、石井五郎と「白涛会」を結成。1956年、深井史郎、貴島清彦らと「新音楽の会」を結成している。前者は日本をテーマの中心に据えた音楽の創作、後者は民族語法を基本として新たな音楽の創造を目指す音楽グループである。
1955年に東京都内の小学校教諭を退職。1969年からは神戸山手女子短期大学の教授を務めた。1971年、中西覚と「たにしの会」を結成し、日本の旋法や和声の理論体系を研究、整理した。1981年には柴田南雄らとともに共に尚美音楽短期大学作曲科の教授に就任。1986年には、国立音楽大学音楽研究所に奉職している。1985年4月、芥川也寸志と新交響楽団による「日本の交響作品展9 小山清茂」が開催される。勲四等瑞宝章。日本作曲家協議会会員。
2009年6月6日午後5時35分、東京都内の自宅で老衰により死去。95歳没。

なお、長野市の篠ノ井村山健康スポーツセンターには、小山清茂記念館が併設されている。

## 代表作

### 舞台作品
- 音楽劇「楢山節考」 （1959年）
NHKの委嘱により深沢七郎の同名の小説を原作に作曲された。独唱、合唱、児童合唱と室内管弦楽による編成。
- バレエかぐや姫（1962年）
松尾バレエ団の委嘱により川路明の台本に作曲した。1管特殊編成。
- 舞踊劇「妄執の火」（1963年）
NHKの委嘱により平岩弓枝の原作に作曲した。バリトン、混声合唱、筑前琵琶と室内管弦楽による編成。
- オペラ山城国一揆（1965年）
東京労音の委嘱によりタカクラ・テルの原作に作曲した。独唱、合唱と2管編成。
- 舞踊曲「最終の祭祀（いやはての祭）」（1969年）
二代目西崎緑の委嘱により作曲された。フルート、オーボエ2、クラリネット、ファゴット、パーカッション、ハープ3、ピアノと弦楽5部による編成。
- オペラ「山椒大夫」 （1972年）
日本オペラ協会の委嘱により作曲された。独唱、合唱と室内楽7名による編成。
- オペラ噺「こんにゃく問答」（1974年）
日本オペラ協会の委嘱により作曲された。独唱、重唱、児童合唱と1管編成。

### 管弦楽曲
- 主題と変奏曲（1941年）
- 河流（1943年）
- 田植うた（1944年）
- 管弦楽のための信濃囃子 （1946年）
小山のデビュー作ともいえる作品。第14回音楽コンクール第1位入選作。故郷の秋祭りの神楽が題材となっている。2管編成。
- 管弦楽のための木挽歌 （1957年）
佐賀県出身の劇作家、三好十郎から教わった九州の木挽歌の旋律に基づく変奏曲で、小山作品のみならず日本の作曲家の手による管弦楽作品中最も有名な作品の一つ（かつて「小学校学習指導要領」の第5学年鑑賞教材に入っていたため、多くの児童がこの曲に接している）。1970年には吹奏楽に編曲している。2管編成。
- 誓の巻（1957年）
- 組曲「木曾」（1958年）
中部日本放送の委嘱により、草野心平の台本に曲をつけた。語り、独唱、合唱と1管編成。
- 交響組曲「能面」 （1959年）
文化放送の委嘱により作曲された第14回芸術祭の参加作品で奨励賞を受賞した。この作品も1994年に吹奏楽に編曲されている。2管編成。
- 山の分校の記録（1959年）
テレビドキュメンタリー用の音楽としてNHKの委嘱により作曲された。室内管弦楽12人による編成。
- 交響詩「山の歳時記」（1961年）
文化放送の委嘱により作曲された。2管編成。
- アイヌの幻想（1963年）
東京労音の委嘱により作曲された。室内管弦楽14人による編成。
- アンサンブルのための日本民謡集（1963年）
NHKの委嘱により作曲された。「八木節」「おてもやん」「鹿児島おはら節」「相馬盆唄」「かっぽれ」「越後獅子」「阿波踊り」から成る。室内管弦楽（6～15人）による編成。
- 音詩「木曾路」（1965年）
- 組曲「風土四章」（1966年）
NHKの委嘱により作曲、後に五条雅巳がバレエ「南部午方幻想」として振付けた。三味線、尺八、箏、太鼓と2管編成。
- 木琴と管弦楽のための協奏組曲「鄙唄」（1966年）
木琴奏者の平岡養一の委嘱
- ラジオのための組曲（1968年）
- 木曾の四季（1975年）
テレビドキュメンタリー用の音楽として中部日本放送の委嘱により作曲された。室内管弦楽30人による編成。
- 千鳥による変容（1976年）
- 管弦楽のための鄙歌（第1番）（1976年）
山形交響楽団の委嘱で作曲された。管弦楽の他、テープによる効果音を用いている。1管編成。
- 管弦楽のための鄙歌第2番（1978年）
日本フィルハーモニー交響楽団の委嘱で作曲された。3管編成。
- 管弦楽のための鄙歌第3番「もりこうた変奏」（1981年）
京都市交響楽団の委嘱で作曲された。2管編成。
- 管弦楽のための「もぐら追い」（1984年）
「反核、音楽家のつどい」の奨めで作曲された。2管編成。
- 管弦楽のための「うぶすな」（1985年）
新交響楽団の委嘱により作曲された。2管編成。
- 交響音詩「はままつ」（1986年）
- 管弦楽のための鄙歌第4番（1988年）
山形交響楽団の委嘱で作曲された。
- おかぐらうた（1995年）

### 吹奏楽曲
- イングリッシュ・ホルンと吹奏楽のための音楽（1969年）
アメリカン・ウィンド・シンフォニー・オーケストラの委嘱により作曲された。「田植歌」「花祭り」からなる。
- 吹奏楽のための「木挽歌」（1970年）
- 吹奏楽のための「もぐら追い」（1970年）
- 吹奏楽のための「おてもやん」（1970年）
- 吹奏楽のための「越後獅子」（1970年）
- 吹奏楽のための「太神楽」（1971年）
東京音楽大学の委嘱により作曲された。
- 吹奏楽のための「琴瑟」（1973年）
航空自衛隊航空音楽隊の委嘱により作曲された。日中共同声明を記念しての作品。
- 行進曲「信濃路」（1978年）
やまびこ国体長野県実行委員会の委嘱により作曲された。
- 吹奏楽のための「花祭り」（1979年）
1980年全日本吹奏楽コンクール課題曲として作曲された。
- 吹奏楽のための鄙歌第5番（1991年）
泉大津市吹奏楽団の委嘱により作曲された。

### 室内楽・器楽（邦楽器のための作品を含む）
- 和楽器のための四重奏曲第1番 （1962年）
NHKの委嘱により作曲された。十三絃2面、十七絃と尺八による編成。
- 箏と和楽器による「うぶすな」（1962年）
NHKの委嘱により作曲された。箏、十七絃、胡弓、三絃、琵琶、笛、笙、篳篥、尺八、打楽器とコントラバスによる編成。
- かごめ変奏曲（1966年）
桐朋学園の委嘱により作曲された。ピアノ独奏。
- 和楽器のための四重奏曲第2番（1968年）
十三絃箏2面、十七絃と尺八による編成。
- 雁雁わたれ変奏曲（1969年）
カワイ楽譜委嘱により作曲された。ピアノ独奏。
- 和楽器のための三重奏曲（1973年）
NHKの委嘱により作曲された。箏2面と十七絃による編成。
- 和楽器のための五重奏曲（1973年）
「さわらび会」の委嘱により作曲された。尺八、薩摩琵琶、箏2面と十七絃による編成。
- 絃五十七（1976年）
「二十絃箏霜月の会」の委嘱により作曲された。二十絃2面と十七絃による編成。
- 和楽器のための変奏曲（1978年）
「創明合奏団」の委嘱により作曲された。尺八、箏と十七絃合奏による編成。
- 主題と変奏（1979年）
菊池悌子の委嘱により作曲された。十七絃箏と打楽器による編成。
- アンサンブルのための「わらべ唄」（1983年）
日本フィルハーモニー協会の委嘱により作曲された。管弦打七重奏による編成。

### 声楽
- 歌曲「おくめ」「おきく」（島崎藤村）
- 歌曲「たらいから」「おん首に」「雁よ雁よ」（小林一茶）
- 混声合唱のための「誕生祭」（草野心平）（1961年）
- バリトン独唱と男声合唱、打楽器奏者3名のための合唱絵巻「ちょんがれ武左衛門」（1963年）
- 女声合唱曲「三つのわらべ唄」
- 男声合唱のための「四つの仕事唄」
- 混声合唱曲「一月の祭典」（草野心平）
- 混声/女声/男声合唱曲「日本のみのり」（中村千栄子） - 第35回NHK全国学校音楽コンクール高等学校の部課題曲
- 混声合唱とテープのための「天地創成」（草野心平）（1970年）

### 校歌
- いわき市立小川小学校（[4]草野心平）
- いわき市立小川中学校[5]（草野心平）
- 長野市立信更中学校[6]（龍野咲人）
- 上田市立丸子北小学校[7]（龍野咲人）
- 小諸市立美南ガ丘小学校[8]（龍野咲人）
- 小諸市立芦原中学校（[9]龍野咲人）
- 東御市立滋野小学校[10]（龍野咲人）
- 佐久市立平根小学校[11]（龍野咲人）
- 軽井沢町立軽井沢西部小学校[12]（龍野咲人）
- 長和町立和田小学校[13]（龍野咲人）
- 福島工業高等専門学校[14]（草野心平）
- 前橋育英高等学校[15]（草野心平）
- 太田市立商業高等学校（草野心平）（現：太田市立太田高等学校[16]）
- 城西大学[17]（草野心平）
- 兵庫県立明石南高等学校[18]（草野心平）
- 長野県野沢北高等学校[19]（草野心平）
- 長野県千曲市立戸倉上山田中学校[20](草野心平)
- 上田市立第四中学校(草野心平)

## 著書
- 『日本のピアノ――日本和声によるピアノの手ほどき』（全音楽譜出版社）
- 『田螺のうたが聞こえる : 小山清茂著作集』（音楽之友社 , 1984）ISBN 4276212707 doi:10.11501/12432301
- 『日本和声〜そのしくみと編・作曲へのアプローチ　日本の音を求めて』（中西覚共著、音楽之友社、ISBN 4276102480）
- 『日本の響きをつくる』（音楽之友社、ISBN 4276201578）